# Паолетти, Флавио
Флавио Паолетти (итал. Flavio Paoletti; родился 16 января 2003 года, Сан-Бенедетто-дель-Тронто, Италия) — итальянский футболист, полузащитник клуба «Сампдория».

## Карьера
Флавио Паолетти — воспитанник футбольных клубов «Атлетико Адзурри Колли» и «Сампдория». За последних дебютировал в Серии А в матче против «Наполи», выйдя на замену на 83-й минуте, заменив Роналдо Виейру.
В 2019 году сыграл 2 матча за сборную Италии до 17 лет против Германии и Бельгии.